# Northville (Dakota Południowa)
Northville – miasto w Stanach Zjednoczonych, w stanie Dakota Południowa, w hrabstwie Spink.